# Alfredo Olvera
Alfredo Olvera González (ur. 4 stycznia 1948) – meksykański zapaśnik walczący w stylu klasycznym. Dwukrotny olimpijczyk. Szósty w Moskwie 1980 i odpadł w eliminacjach turnieju Monachium 1972. Walczył w wadze minimuszej do 48 kg.
Jest bratem zapaśników, olimpijczyków: Bernardo Olvery i Jorge Olvery.
Szósty na mistrzostwach świata w 1978. Brązowy medalista igrzysk panamerykańskich w 1975, a także triumfator igrzysk Ameryki Środkowej i Karaibów w 1974 roku.

## Letnie Igrzyska Olimpijskie 1972
| Konkurencja                    | Walki                    | Walki                     | Walki                  | Klas. końcowa |
| Konkurencja                    | Pierwsza runda           | Druga runda               | Trzecia runda          | Miejsce       |
| ------------------------------ | ------------------------ | ------------------------- | ---------------------- | ------------- |
| styl klasyczny, waga mimimusza | Mohieddin El-Sas (SYR) W | Lorenzo Calafiore (ITA) P | Raimo Hirvonen (FIN) P | trzecia runda |

## Letnie Igrzyska Olimpijskie 1980
| Konkurencja                    | Walki                 | Walki                | Walki                        | Klas. końcowa |
| Konkurencja                    | Pierwsza runda        | Druga runda          | Trzecia runda                | Miejsce       |
| ------------------------------ | --------------------- | -------------------- | ---------------------------- | ------------- |
| styl klasyczny, waga minimusza | Saber Nakdali (SYR) W | Ferenc Seres (HUN) P | Constantin Alexandru (ROM) P | VI            |